# Vlag van Bergslagen

Vlag van Bergslagen

De vlag van Bergslagen werd gemaakt in 2006. Het is een symbool van Bergslagen, zijn inwoners en bedrijven, maar ook van de inwoners van Bergslagen die verhuisd zijn en zich over de hele wereld bevinden. De vlag is verspreid van Kiruna in het noorden tot Spanje in het zuiden, maar is ook te vinden in de Verenigde Staten en Duitsland. De vlag is een beschermd handelsmerk, geregistreerd bij het Zweedse bureau voor patenten en registratie (PRV).
De vijf kleuren hebben elk een symbolische betekenis.
- Blauw: staat voor water.
- Oranje: staat voor het vuur.
- Groen: staat voor het bos.
- Zwart: staat voor het erts.
- Geel: staat voor het landbouw.

Allemaal 'grondstoffen' die de basis vormden voor de bloeiperiode van Bergslagen. Het gele kruis symboliseert de landbouw, die altijd min of meer heeft bestaan in Bergslagen. Het geel en blauw zijn ook een natuurlijke link naar de Zweedse vlag. De vlag van Bergslagen is een kruisvlag, net als de Scandinavische vlaggen.